# Língua de sinais francesa
A língua francesa de sinais (em francês langue des signes française ou LSF) é a língua de sinais das pessoas surdas da França. Segundo a revista Ethnologue, ela têm entre 50.000 a 100.000 usuários.
A língua francesa de sinais está relacionada (e é parcialmente mais antiga) à língua de sinais neerlandesa (NGT), a língua de sinais alemã (DGS), língua de sinais flamenga (VGT), língua de sinais belga-francófona (LSFB), língua de sinais irlandesa (ISL), língua de sinais americana (ASL), língua de sinais do Quebec (LSQ) e a Língua de Sinais Brasileira (LIBRAS).